# Grande Lance d'Allemont
La Grande Lance d'Allemont est un sommet situé dans la chaîne de Belledonne, à 2 842 m d'altitude, dans le département de l'Isère.